# Electro-Harmonix
Az Electro-Harmonix egy New York-i székhelyű cég, mely nevéhez több legendás gitáreffekt-szerkezet fűződik. Effekteken kívül forgalmaznak még elektroncsöveket (Sovtek?), mikrofonokat és miniszintetizátort is. A céget Mike Matthews alapította 1968-ban. Első termékük a Linear Power Booster (gitáreffekt) volt 1969-ben (ez a kis szerkezet megváltoztatta a gitárhang amplitúdóját). Nagyon népszerű volt a maga korában. Ezeket több híres torzító- és módosító pedál modell követte, mint pl. a Big Muff.

## Effektek

### Big Muff
1971-ben Matthews megtervezte a Big Muff Pi névre hallgató fuzz pedált, mely híressé tette a céget. A mai napig több híres zenész is használja, mint Carlos Santana vagy David Gilmour. Pletykák szerint maga Jimi Hendrix is próbálta a prototípusokat, bár a pedál halálának évében került sorozatgyártásra. Az első modell óta több átalakítást is megélt.
- 1.: 1970-es évek elejétől 1975-ig: EH-3003, "Triangle Knob" verzió
- 2.: 1975-től 1977-ig: EH-3003 "Face Model"
- 3.: 1977-től: EH-3003, a "Face Model" az új piros-fekete grafikával. Máig ezt a külsőt használják.
- 4.: 1977-től 1978-ig: EH-1322, tranzisztorokat felváltják a műveleti erősítők.
- 5.: 1978-tól 1980-ig: EH-1322 vagy EH-3003, szintén műveleti erősítős, "Tone Bypass" kapcsolóval, mely lehetővé tette a hangszín szabályzó áthidalását, így a tiszta Big Muff hangzás hallható.
- 6.: 1980-tól 1983-ig: EH-3003 vagy EH-3034, visszatér a tranzisztoros kapcsolás, "Tone Bypass" kapcsolóval.
- 7.: 1980-as évektől: EH-3003, a mai Big Muff Pi. Tranzisztoros kapcsolás, "Tone Bypass" kapcsoló nélkül. Valahol a 90-es években megjelent a Big Muff Pi-n is a piros LED-es ki/be kapcsolás indikátor.

### Phaser, chorus, flanger

#### Small Stone
Phase shifter gitár effekt pedál. Szintén nagy rajongásnak örvendett. A 70-es évek zenéjének fontos eleme, a progresszív rock-tól a reggae-ig széles körű használatot nyújtott. Szintén több verziót megélt. A szóbeszéd szerint a 70-es években néha a cég nem tudott elég példányt legyártani, hogy kielégítse a folytonos keresletet.